# Məşədi Əzizbəyov
Məşədi Əziz oğlu Əzizbəyov (in russo Мешади Азизбеков?, Mešadi Azizbekov; Baku, 6 gennaio 1876 – Krasnovodsk, 20 settembre 1918) è stato un politico azero.

## Biografia
Nacque da una famiglia di muratori, si laureò nel 1908 presso l'Istituto di Tecnologia di San Pietroburgo. Partecipò attivamente alla rivoluzione del 1905, come uno dei leader del Partito Operaio Socialdemocratico Russo. Nel 1917 fu nominato membro del governo di Baku. Fu uno dei 26 Commissari della Comune Sovietica di Baku che si insediò nella città, dopo la Rivoluzione d'ottobre, infatti nel marzo 1918 prese parte alla ribellione per il restaurazione del potere dei Soviet. Quando La Comune fu rovesciata dalla Dittatura Centrocaspiana, appoggiata dalla coalizione sostenuta dall'Inghilterra e formata dal Dashnaks, dal Partito Socialista-rivoluzionario e dai Menscevichi, Azizbekov ed i suoi compagni furono catturati dalle truppe britanniche e fucilati da un plotone di esecuzione nei pressi della ferrovia transcaucasica, fra le stazioni di Pereval's'k e Akhcha-Kuyma.

## Memoria
Sia il più grande distretto di Baku che la stazione della metro vennero intitolati a suo nome, insieme ad una città nella Repubblica Autonoma di Naxçıvan. Sono presenti inoltre strade intitolate a Meshadi Azizbekov in Uzbekistan, in Russia, in Kazakistan, in Ucraina, e in Tagikistan. Il suo busto,i suoi monumenti e le regioni con il suo nome, vennero rimossi dai governi post comunisti dell'Azerbaigian, della Georgia e dell'Armenia.